# Israel Kamakawiwoʻole
Israel "Iz" Kaʻanoʻi Kamakawiwoʻole (phát âm tiếng Hawaiian: [kəˌmɐkəˌvivoˈʔole]) có nghĩa là Đôi mắt táo bạo (The Fearless Eyed) (20/05/1959 - 26/06/1997), còn được gọi là Bruddah Iz (Brother Iz), là 1 nhạc sĩ Hawaii.
Giọng ca của anh trở nên nổi tiếng bên ngoài Hawaii khi album của mình Đối mặt với tương lai (Facing Future) được phát hành vào năm 1993. Các bản hoà tấu của anh về "Somewhere Over the Rainbow / What a Wonderful World" sau đó được làm nổi bật trong một số bộ phim, chương trình truyền hình, quảng cáo và quảng cáo truyền hình.
Thông qua kỹ năng chơi đàn ukulele khéo léo của mình và kết hợp các thể loại khác (chẳng hạn như nhạc jazz và reggae), âm nhạc Kamakawiwoʻole vẫn còn sức ảnh hưởng rất lớn đến âm nhạc Hawaii.

## Tuổi thơ
Kamakawiwoole được sinh ra tại Bệnh viện Kuakini ở Honolulu đến Henry Kaleialoha Naniwa Kamakawiwoole, Jr, và Evangeline Leinani Kamakawiwoole. Nhạc sĩ Hawaii nổi tiếng Moe Keale là chú của anh. Anh lớn lên trong cộng đồng của Kaimuki, nơi cha mẹ của anh đã gặp nhau và kết hôn. Anh bắt đầu chơi nhạc với anh trai của anh Skippy và anh em họ Allen Thornton ở tuổi 11, được tiếp xúc với âm nhạc của nghệ sĩ Hawaii của thời gian như Peter Moon Kaimuki Peter Moon, Palani Vaughn, và Don Ho, thường xuyên lui tới các cơ sở có cha mẹ Kamakawiwoole đã từng làm việc. Nhạc sĩ Hawaii Del Beazley nói về lần đầu tiên anh nghe nói Israel chơi, khi, trong khi chơi cho một bữa tiệc tốt nghiệp, cả căn phòng im lặng khi nghe anh ta. Israel đã tiếp tục con đường nghệ thuật của mình cũng như người anh Skippy của anh đã gia nhập quân đội vào năm 1971 và người họ hàng Allen đã chia tay vào năm 1976 để vào đại lục Mỹ.
Thời thơ ấu, anh học tại Upward Bound (UB) của Đại học Hawaii tại Hilo và gia đình anh cũng chuyển tới Mākaha. Ở đó anh gặp Louis "Moon" Kauakahi, Sam Gray, và Jerome Koko. Cùng với anh trai Skippy họ hình thành nhóm nhạc Makaha Sons of Niʻihau. Như một phần của thời kỳ Phục hưng Hawaii, sự pha trộn của phong cách hiện đại và truyền thống của ban nhạc Hawaii tài năng này đã trở nên nổi tiếng khi họ lưu diễn ở Hawaii và lục địa Hoa Kỳ, phát hành mười lăm album thành công. Mục đích của Israel là để làm cho âm nhạc giữ được đúng chất âm thanh riêng biệt của âm nhạc truyền thống Hawaii. Trong thời kỳ đó, các bài hát mà mọi người gắn liền với Hawaii không phải những bài hát có chất âm thanh đích thực hoặc truyền thống của Hawaii.